# Катна
Катна е древен град в днешна Сирия, разположен на 18 км североизточно от съвременния град Хомс.
Най-ранните находки в Катна се отнасят към средата на III хилядолетие пр.н.е. Още през XIX век пр.н.е. в града се усеща египетско влияние, а през следващите столетия той е сред селищата в контактната зона между египетската и месопотамската цивилизация. Последните писмени сведения за града са от края на бронзовата епоха, когато той е нападан от арамейците.